# Baron Pender

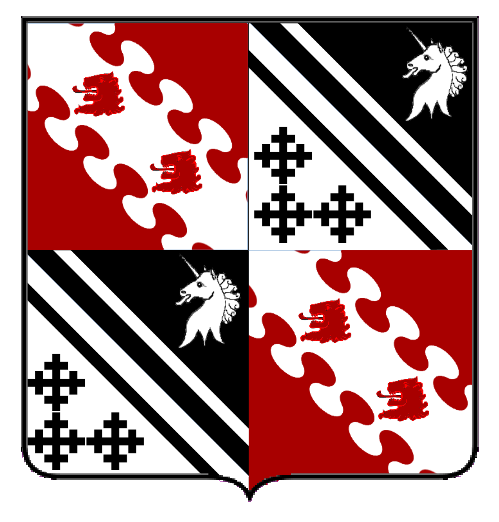
Barone Pender

Baron Pender, of Porthcurnow in the County of Cornwall, ist ein erblicher britischer Adelstitel in der Peerage of the United Kingdom.
Familiensitz der Barone ist North Court bei Tilmanstone in Kent.

## Verleihung
Der Titel wurde am 12. Juni 1937 für den Unternehmer und ehemaligen Unterhausabgeordneten John Denison-Pender geschaffen. Er war Direktor des Telekommunikationsunternehmens Cable & Wireless. Die territoriale Widmung des Titels bezieht sich auf den Anlandepunkt vieler internationaler Seekabel.
Heutiger Titelinhaber ist seit 2016 dessen Urenkel Henry John Denison-Pender als 4. Baron.

## Liste der Barone Pender (1937)
- John Denison-Pender, 1. Baron Pender (1882–1949)
- John Denison-Pender, 2. Baron Pender (1907–1965)
- John Denison-Pender, 3. Baron Pender (1933–2016)
- Henry Denison-Pender, 4. Baron Pender (* 1968)

Titelerbe (Heir Apparent) ist der Sohn des aktuellen Titelinhabers, Hon. Miles Denison-Pender (* 2000).